# Henry Odera Oruka
Henry Odera Oruka foi um filosofo africano que nasceu no Kenya .foi o que distinguiu o que ele chama de quatro tendências na filosofia africana moderna: etnofilosofia, sagacidade filosófica, filosofia ideológica nacionalista e filosofia profissional. Mais tarde, Oruka adicionaria mais duas categorias: a filosofia literária/artística, que teve representantes como Ngugi wa Thiongo, Wole Soyinka, Chinua Achebe, Okot p'Bitek, e Taban Lo Liyong; e a filosofia hermenêutica. Maulana Karenga é um dos principais filósofos. Ele escreveu um livro de 803 páginas intitulado "Maat, o ideal moral no Egito.